# Gachiakuta
Gachiakuta (ガチアクタ?) è un manga scritto e disegnato da Kei Urana, pubblicato da Weekly Shōnen Magazine a partire da febbraio 2022. In Italia è distribuito da Star Comics.
Nel giugno 2024 Bones ha annunciato un adattamento anime che viene trasmesso dal 6 luglio 2025.

## Trama
Nei bassifondi di una società ricca vive una popolazione di "tribali", che discende da criminali esiliati dalla società. Tra questi c'è un ragazzo di nome Rudo, che detesta lo spreco della classe superiore. Spesso scaricano tutto ciò che è considerato spazzatura, compresi i criminali, in un'enorme discarica sotto la città, nota come "il Baratro". A Rudo è stato detto dal suo padre adottivo, Regto, che il suo padre biologico è stato gettato nel Baratro per un crimine prima che lui nascesse. Un giorno, dopo aver rovistato in una discarica, Rudo torna a casa e trova Regto ucciso. Rudo viene immediatamente accusato di omicidio nonostante la sua innocenza, dovuta al suo status di uomo tribale. Non potendo sfuggire al suo destino, Rudo giura vendetta contro la gente e viene gettato nel Baratro.
Dopo essere stato gettato nel Baratro, Rudo si risveglia e si ritrova disorientato in un paesaggio maleodorante e sconfinato di rifiuti. Rudo viene attaccato da grandi bestie fatte di rifiuti e le respinge finché non viene salvato da un uomo di nome Enjin detto il "Ripulitore". Questi spiega a Rudo che in realtà non si trova sottoterra, ma è caduto in superficie dalla "Sfera". Dopo averlo messo alla prova e aver risvegliato la sua abilità di "Giver", ovvero la capacità di estrarre uno strano potere dagli oggetti dopo aver dato loro vita, Enjin invita Rudo a unirsi a lui come Ripulitore. Enjin spiega che i Ripulitori sono un'organizzazione di Giver che usa il potere di armi uniche conosciute come "strumenti vitali" per dare la caccia alle bestie spazzatura che lo hanno attaccato. Rudo accetta a malincuore l'offerta dell'uomo di unirsi ai Ripulitori, a patto che questo lo aiuti a raggiungere il suo obiettivo di tornare nella Sfera e vendicarsi di coloro che lo hanno gettato nel Baratro.

## Personaggi
Rudo Surebrec (ルド スレブレック?, Rudo Sureburekku)
Doppiato da: Aoi Ichikawa (ed. giapponese), Lorenzo Briganti (ed. italiana)
Ex Sferoide e figlio adottivo di Regto, le cui false accuse lo hanno fatto condannare al Baratro. Dopo essere stato salvato da un gruppo di bestie spazzatura, si unisce ai Ripulitori come parte di un piano per vendicarsi dei suoi accusatori. Il suo strumento vitale è costruito da JR, un paio di guanti della serie Watchman, regalatagli da Regto prima della sua morte. I guanti di Rudo gli permettono di dare vita a tre oggetti qualsiasi che impugna, che sono principalmente spazzatura, poiché gli oggetti ancora in buone condizioni sono più difficili da usare per lui. Li trasforma in armi o utensili, sebbene si sgretolano una volta esaurito il loro scopo. Rudo può concentrare l'energia anima di tre oggetti in uno solo, potenziandone il potere.
Enjin (エンジン?)
Doppiato da: Katsuyuki Konishi (ed. giapponese), Dimitri Winter (ed. italiana)
Un compagno dei Ripulitori che salva Rudo da un'orda di bestie spazzatura. Porta con sé uno strumento vitale chiamato Umbreaker, che ha la forma di un ombrello. È anche il leader del Team Akuta, uno dei team che compongono i Ripulitori.
Zanka Nijiku (ザンカ・ニジク?)
Doppiato da: Yoshitsugu Matsuoka (ed. giapponese), Matteo Garofalo (ed. italiana)
Un guerriero Ripulitore e maestro di combattimento, di cui Engine si proclama il membro più giovane dell'organizzazione. Il suo strumento vitale è un'arma simile a un bastone, chiamata Lovely Assistaff. Proviene da una famiglia nobile e ha un legame di lunga data con le Guardie dell'Inferno, un gruppo di persone che combatte i criminali Donatori, ed è stato inizialmente addestrato come Guardia dell'Inferno come i suoi fratelli maggiori.
Riyo Reaper (リヨ・リーパー?, Riyo Rīpā)
Doppiata da: Yumiri Hanamori (ed. giapponese), Giada Sabellico (ed. italiana)
Membro spensierato, energico ed estroverso dei Ripulitori, il cui strumento vitale si presenta sotto forma di un paio di forbici chiamate Ripper. È anche un'ex sicaria.
Semiu Grier (セミュ・グライア?, Semyu Guraia)
Doppiata da: Mie Sonozaki (ed. giapponese), Gea Riva (ed. italiana)
La receptionist del quartiere generale dei Ripulitori. Utilizzando il suo strumento vitale, Eyes, che ha la forma di un paio di occhiali, è in grado di esaminare le capacità complessive di un Giver, che gli conferisce l'efficienza necessaria per entrare a far parte dell'organizzazione. Tuttavia, questa capacità non funziona in combattimento.

## Produzione
Urana attribuisce alle esperienze vissute durante l'infanzia la principale ispirazione per Gachiakuta. L'autrice spiega che la premessa della storia, in cui le azioni e i sentimenti sono impregnati negli oggetti personali come "Anima", si è sviluppata dopo che, da bambina, ha rotto un oggetto di sua proprietà: "Avevo una penna che amavo molto e l'ho spezzata in due. Oltre al senso di perdita, avevo la sensazione che la penna mi stesse implorando". L'esperienza di Urana si riflette in Gachiakuta, in quanto la storia si concentra su molti personaggi, in particolare Rudo, che esplorano forti legami personali con gli oggetti impregnati di Anima, chiamati "strumenti vitali" e, nel caso di Rudo, persino con la spazzatura gettata via da altri. Anche l'idea degli strumenti vitali è nata durante la giovinezza di Urana, osservando gli appendiabiti forniti dalla nonna in tintoria, a testimonianza del tema dii Gachiakuta di vedere valore e potenziale in cose apparentemente banali e scartate.
L'unico stile artistico di Gachiakuta è dovuto ai disegni di Urana, completato dai disegni dei graffiti di Ando Hideyoshi. I graffiti e l'arte di strada non solo offrono vie di espressione, distinzione e sicurezza ai personaggi della storia, ma hanno anche un significato narrativo per i lettori grazie al loro uso nella narrazione. Per quanto riguarda il character design, Urana afferma che il suo processo ha comportato cambiamenti inaspettati per i personaggi di Gachiakuta: "Li ho creati per essere persone rispettabili, ma poi li ho disegnati e per qualche motivo si sono rivelati degli strampalati fenomeni da baraccone. Mi sono arresa, rendendomi conto che questo è ciò che sono veramente".

## Media

### Manga
Il manga, scritto e disegnato da Kei Urana con disegni graffiti di Ando Hideyoshi, viene serializzato dal 16 febbraio 2022 sulla rivista per manga shōnen Weekly Shōnen Magazine edita da Kōdansha. I capitoli vengono raccolti in volumi tankōbon a partire dal 17 maggio 2022. Al 17 giugno 2025 i volumi totali ammontano a 15.
La serie è distribuita anche in Nord America da Kodansha USA, in Francia da Pika Édition, in Spagna da Norma Editorial, in Polonia da Studio JG.
In Italia la serie è stata annunciata al Lucca Comics & Games 2022 da Star Comics che la pubblica nella collana Janku a partire dal 27 settembre 2023.

#### Volumi
| 1  | 17 maggio 2022 | ISBN 978-4-06-527922-9 | 27 settembre 2023 | ISBN 978-88-226-4335-3 (ed. regolare) ISBN 978-88-226-4352-0 (ed. Variant) ISBN 978-88-226-4341-4 (ed. limitata) |
| 1  | Capitoli - 1. Il mondo celeste (天界?, Tenkai) - 2. Pseudo-organismi (生物もどき?, Seibutsu modoki) - 3. Oggetti animati (宿り物?, Yadori-mono) - 4. La terra (下界?, Gekai) |                        |                   | |
| 2  | 15 luglio 2022 | ISBN 978-4-06-528430-8 | 31 ottobre 2023   | ISBN 978-88-226-4346-9 (ed. regolare) ISBN 978-88-226-4348-3 (ed. Variant)                                       |
| 2  | Capitoli - 5. Rapporti interpersonali (対人?, Taijin) - 6. Gioco sporco (“大”勝負?, "Dai" shōbu) - 7. Il quartier generale dei Ripulitori (掃除屋本部?, Sōjiya honbu) - 8. Osservando il lavoro (お仕事見学?, Oshigoto kengaku) - 9. In territorio nemico (アウェイ?, Awei) - 10. Minaccia imminente (迫り来る?, Semari kuru) - 11. Avvicinarsi (接近?, Sekkin) - 12. L'ombra della Terra (下界の影?, Gekai no kage) - 13. I Vandali (荒らし屋?, Arashi-ya) |                        |                   | |
| 3  | 16 settembre 2022 | ISBN 978-4-06-529138-2 | 29 novembre 2023  | ISBN 978-88-226-4349-0 (ed. regolare) ISBN 978-88-226-4354-4 (ed. Variant)                                       |
| 3  | Capitoli - 14. L'arrivo (到達?, Tōtatsu) - 15. Il principe (根本?, Konpon) - 16. Un colpo come si deve (ちゃんとした一撃ィ!!?, Chanto shita ichigekii!!) - 17. A colpi di unghie (攻め攻め爪?, Seme seme tsume) - 18. Fuori di testa (わや?, Waya) - 19. Una stramba collaborazione (歪共闘?, Ibitsu kyōtō) - 20. Conclusione (決着?, Ketchaku) - 21. Risentimento e riconoscenza (遺恨とねぎらい?, Ikon to negirai) - 22. Progressi (前進?, Zenshin) |                        |                   | |
| 4  | 17 novembre 2022 | ISBN 978-4-06-529777-3 | 6 febbraio 2024   | ISBN 978-88-226-4514-2                                                                                           |
| 4  | Capitoli - 23. Il cibo preferito (好物?, Kōbutsu) - 24. Il jinki di Rudo (P.S.: dopo la dieta) (ルド人器 P.S.ダイエットしました?, Rudo jinki: P.S. Daietto shimashita) - 25. Prima della partenza (行く前?, Iku mae) - 26. La città dei graffiti (ラクガキの町?, Rakugaki no machi) - 27. Chi merita l'eredità (引き継ぐに値するモノ?, Hikitsugu ni ataisuru mono) - 28. Bisogni e rifiuti (描きと拾い?, Egaki to hiroi) - 29. "Penta", la zona proibita desertica (砂漠の禁域『ペンタ』?, Sabaku no kin'iki "Penta") - 30. Shadabaaang (ドルルガスン?, Doruru Gasun) - 31. I visitatori (来客?, Raikyaku) |                        |                   | |
| 5  | 17 febbraio 2023 | ISBN 978-4-06-530527-0 | 2 aprile 2024     | ISBN 978-88-226-4643-9                                                                                           |
| 5  | Capitoli - 32. L'ospitalità di Amo (アモのもてなし?, Amo no motenashi) - 33. Allucinazioni (幻影?, Gen'ei) - 34. Il profumo della nostalgia (なつかしい かほり?, Natsukashii kahori) - 35. Momenti felici (幸せ時間?, Shiawase jikan) - 36. Tamzy roll (タムジー巻き?, Tamujī maki) - 37. Dimenticanze (ワスレテタ。?, Wasureteta.) - 38. Una specie di maledizione (呪いのようなものかしら?, Noroi no yō na mono kashira) - 39. Quel che è giusto (正しさとは?, Tadashi sato wa) - 40. Dall'abisso (昇る深淵?, Noboru shin'en)                                                                            |                        |                   | |
| 6  | 17 aprile 2023 | ISBN 978-4-06-531344-2 | 28 maggio 2024    | ISBN 978-88-226-4719-1                                                                                           |
| 6  | Capitoli - 41. Occhi vuoti (虚の瞳?, Kara no hitomi) - 42. Schegge che cadono (降り立つ断片?, Oritatsu danpen) - 43. Il bottino (収穫?, Shūkaku) - 44. Occhi aperti al ritorno (帰路こそ気を抜くなし?, Kiro koso ki o nuku nashi) - 45. Disinfestazione (害虫駆除?, Gaichū kujo) - 46. La tempesta prima della tempesta (嵐の前の嵐?, Arashi no mae no arashi) - 47. Il boss (ドン?, Don) - 48. Collisione (ぶつかれ?, Butsukare) - 49. Momento cruciale (いざ?, Iza) |                        |                   | |
| 7  | 14 luglio 2023 | ISBN 978-4-06-532179-9 | 27 agosto 2024    | ISBN 978-88-226-5027-6                                                                                           |
| 7  | Capitoli - 50. Scarablub (ゴボゴッキー?, Gobogokkī) - 51. Ehi, sul serio! (なぁマジ?, Naa maji) - 52. Scambio (交換?, Gōkan) - 53. Perché non capisci?! (見る目あんのか?, Mirume an no ka) - 54. Fenomeni e mediocri (天の凡?, Ten no bon) - 55. Differenze (差?, Sa) - 56. Una ragione per combattere (戦う理由?, Tatakau no riyū) - 57. Memorie di un mediocre (凡の記憶?, Bon no kioku) - 58. L'inferiorità di un mediocre (凡の劣等?, Bon no rettō) |                        |                   | |
| 8  | 17 ottobre 2023 | ISBN 978-4-06-532888-0 | 8 ottobre 2024    | ISBN 978-88-226-5145-7                                                                                           |
| 8  | Capitoli - 59. La decisione di un mediocre (凡の決意?, Bon no ketsui) - 60. Realtà (現実?, Genjitsu) - 61. Non per ultimo! (ヤバビリ?, Yababiri) - 62. Quando il gioco si fa duro (バリガチ?, Barigachi) - 63. Segreti (裏?, Ura) - 64. Il lavoro precedente (前職?, Zenshoku) - 65. Dentro la belva (副産物の中?, Fukusanbutsu no naka) - 66. La serie del guardiano (番人シリーズ?, Bannin Shirīzu) - 67. Davverooo?! (まぁぁぁあじ?, Maaaaaji) |                        |                   | |
| 9  | 15 dicembre 2023 | ISBN 978-4-06-533899-5 | 26 novembre 2024  | ISBN 978-88-226-5339-0                                                                                           |
| 9  | Capitoli - 68. Mai sottovalutare i bambini! (子供なめんじゃねぇ?, Kodomo namen ja nee) - 69. Driving in the air (空中ドライビン?, Kūchū doraibin) - 70. Il segnale (印?, Shirushi) - 71. Evoluzione (進化?, Shinka) - 72. Bingo! (ドンピシャリ?, Donpishari) - 73. Corsa contro il tempo (TIME ATTACK?) - 74. Rafforzamento (強化?, Kyōka) - 75. Sconsideratezza (無鉄砲?, Muteppō) - 76. Superato l'ostacolo, la belva (突破して獣?, Toppa shite kemono) |                        |                   | |
| 10 | 15 marzo 2024 | ISBN 978-4-06-534863-5 | 18 marzo 2025     | ISBN 978-88-226-5538-7                                                                                           |
| 10 | Capitoli - 77. Carica emotiva (思いの蓄積?, Omoi no chikuseki) - 78. La donna della retroguardia (留めた女?, Todometa onna) - 79. Un fallimento e un'entrata in scena (喪失と出番?, Sōshitsu to deban) - 80. Il potere della protezione (守護の力?, Shugo no chikara) - 81. Senza tregua (矢継ぎ?, Yatsugi) - 82. Riposo (休?, Kyū) - 83. Uno che diventerà forte (強くなる男?, Tsuyoku naru otoko) - 84. Un ragazzo che impara (知る男?, Shiru otoko) - 85. La gita (遠足?, Ensoku) |                        |                   | |
| 11 | 17 giugno 2024 | ISBN 978-4-06-535779-8 | 1º luglio 2025    | ISBN 978-88-226-5653-7                                                                                           |
| 11 | Capitoli - 86. Contatto (接触?, Sesshoku) - 87. L'antenato (先祖?, Senzo) - 88. Voglio mangiare una torta (ケーキを食べたいの?, Kēki o tabetai no) - 89. Alla ricerca di informazioni (情報探し?, Jōhō sagashi) - 90. Conclusioni e obiettivi (完成と標的?, Kansei to hyōteki) - 91. Acquisti multipli (重なる品物?, Kasanaru shinamono) - 92. Il giorno libero di Tamzy (タム休?, Tamu kyū) - 93. Kuro l'informatore (情報屋“クロ”?, Jōhō-ya "Kuro") - 94. On your mark (On Your Mark?) |                        |                   | |
| 12 | 17 settembre 2024 | ISBN 978-4-06-536774-2 | 26 agosto 2025    | ISBN 978-88-226-6244-6                                                                                           |
| 12 | Capitoli - 95. (こんにちは～?, Konnichiwā) - 96. (三つ巴+α?, Mitsudomoe Purasu Arufa) - 97. (2つの手?, Futatsu no te) - 98. (カスの足掻き?, Kasu no agaki) - 99. (そう来たか?, Sō kita ka) - 100. (ジャングルの禁域『トリ』?, Janguru no kin'iki "Tori") - 101. (主?, Omo) - 102. (オレだって?, Oredatte) - 103. (箱?, Hako) |                        |                   | |
| 13 | 17 dicembre 2024 | ISBN 978-4-06-537775-8 | 28 ottobre 2025   | ISBN 978-88-226-6285-9                                                                                           |
| 13 | Capitoli - 104. (箱?, Hako) - 105. (中身初見?, Nakami hatsumi) - 106. (潜む者?, Hisomu mono) - 107. (長老?, Chōrō) - 108. (まじで邪魔すんな?, Majide jama sun na) - 109. (アモの所在。そしてーー?, Amo no shozai. Soshiteーー) - 110. (〇〇の所業?, Rei rei no tokoro-gyō) - 111. (嘘の顔?, Uso no kao) - 112. (開封?, Kaifū) |                        |                   | |
| 14 | 17 marzo 2025 | ISBN 978-4-06-538707-8 | —                 | — |
| 14 | Capitoli - 113. (曖昧な正体?, Aimaina shōtai) - 114. (わちゃわちゃ?, Wacha wacha) - 115. (掃除屋?, Sōjiya) - 116. (掃除屋ルド・シュアブレック?, Sōjiya Rudo Shuaburekku) - 117. (主人公?, Shujinkō) - 118. (滲み?, Nijimi) - 119. (初依頼！?, Hatsu irai!) - 120. (日が沈む?, Hi ga shizumu) - 121. (暗転?, Anten) |                        |                   | |
| 15 | 17 giugno 2025 | ISBN 978-4-06-539758-9 | —                 | — |
| 15 | Capitoli - 122. (爆発?, Bakuhatsu) - 123. (本性?, Honshō) - 124. (オレも?, Ore mo) - 125. (モブの運命?, Mobu no unmei) - 126. (魂に問う?, Tamashī ni tou) - 127. (爆発・改?, Bakuhatsu kai) - 128. (フォロ・改?, Furo kai) - 129. (加入?, Kanyū) - 130. (支度?, Shitaku) |                        |                   | |
| 16 | 17 settembre 2025 | ISBN 978-4-06-540378-5 | —                 | — |

#### Capitoli non ancora in formatotankōbon
Questa lista è suscettibile di variazioni e potrebbe essere incompleta o non aggiornata.

- 131.  (休暇届?, Kyūka todoke)
- 132.  (ドールフェスティバル?, Dōru Fesutibaru)
- 133.  (トゥー・リリー?, Tū Rirī)
- 134.  (ショータイム!!?, Shōtaimu!!)
- 135.  (ご挨拶?, Go aisatsu)
- 136.  (配達物?, Haitatsumono)
- 137.  (本当の“ドールフェスティバル”?, Hontō no "Dōru Fesutibaru")
- 138.  (崇高?, Sūkō)
- 139.  (支配者マイモー?, Rūrā Maimō)
- 140.  (弱点 1?, Jakuten 1)
- 141.  (手?, Te)
- 142.  (経験値?, Keikenchi)
- 143.  (デンジャー?, Denjā)
- 144.  (シンプル?, Shinpuru)
- 145.  (デュクシ?, Dyukushi)
- 146.  (タマ?, Tama)

### Anime
Un adattamento anime prodotto da Bones Film e diretto da Fumihiko Suganuma, viene trasmesso dal 6 luglio 2025 su CBC Television, TBS e le loro affiliate, e ed è stata proiettata in anteprima in 15 Paesi il 4 e 5 luglio. La serie presenta anche la sceneggiatura di Hiroshi Seko, Satoshi Ishino come capo animatore e responsabile del character design e Taku Iwasaki come compositore della colonna sonora. La sigla di apertura è HUGs dei Paledusk, mentre la sigla di chiusura è Tomoshibi (灯火?) dei DUSTCELL. Crunchyroll ha concesso in licenza la serie al di fuori dell'Asia. Medialink ha concesso in licenza la serie nel sud-est asiatico. Il 18 giugno 2025 Crunchyroll ha annunciato il doppiaggio della serie in italiano che viene trasmesso nello stesso giorno della messa in onda originale.

#### Episodi
Questa lista è suscettibile di variazioni e potrebbe essere incompleta o non aggiornata.

| Nº | Titolo italiano Giapponese 「Kanji」 - Rōmaji | In onda        | In onda        |
| Nº | Titolo italiano Giapponese 「Kanji」 - Rōmaji | Giapponese     | Italiano       |
| 1  | Il mondo celeste 「天界」 - Tenkai | 6 luglio 2025  | 6 luglio 2025  |
| 1  | In un mondo diviso in classi, l'élite celesti smaltisce i propri rifiuti nei bassifondi sottostanti, dove il giovane Rudo lotta per sopravvivere. Come tribale, discendente da criminali, sopporta la derisione per il passato violento di suo padre, un serial killer giustiziato nel baratro. Rudo nasconde una dolorosa afflizione nelle sue mani, alleviata solo dai guanti del padre adottivo, Regto. Dopo aver regalato alla sua cotta Chiwa un peluche, torna a casa e trova un intruso mascherato che accoltella Regto e ruba un libro. Con il suo ultimo respiro, Regto esorta Rudo a cambiare il mondo ingiusto. Falsamente accusato dell'omicidio, Rudo viene condannato al baratro mentre i tribali lo deridono definendolo spazzatura. Anche Chiwa lo tradisce, dichiarandolo freddamente figlio di un assassino prima di scartare il suo dono. Devastato, Rudo condanna sia i membri dei tribali che quelli dei celesti come corrotti, giurando vendetta contro l'assassino, i celesti e gli abitanti dei bassifondi. Gettato nel baratro, si risveglia in una landa desolata di spazzatura, solo per affrontare l'attacco immediato di una mostruosa Bestia Immonda. |                |                |
| 2  | Oggetti con un'anima 「宿り物」 - Yadori-mono | 13 luglio 2025 | 13 luglio 2025 |
| 2  | Dopo aver assistito all'esecuzione di un criminale nel baratro e aver sentito insulti contro di lui, Rudo fugge dalle Bestie immonde, mettendone in dubbio l'origine. Scoprendo un teschio sepolto, maledice i celesti per averlo esiliato, poi ha una visione di Regto, che rafforza la sua determinazione. Un uomo misterioso osserva Rudo attaccare, ma crolla a terra a causa dell'aria tossica. Lo straniero lo salva, distruggendo le bestie immonde con un ombrello. Risvegliatosi, Rudo riceve una maschera dall'uomo, che si rivela essere Enjin, un Ripulitore. Dopo aver trattenuto Rudo, Enjin respinge le sue suppliche di tornare dai celesti, portandolo invece a un'area di servizio per camion. Gli abitanti del posto, riconoscendo Rudo come un celeste, fingono cordialità prima di catturarlo per il traffico di rifiuti. Costretto a mangiare spazzatura, Rudo morde un dito a un rapitore e si difende finché Enjin non lo ferma. Enjin rivela che la prova era un test per il potere latente, offrendo la conoscenza del baratro in cambio dell'adesione ai Ripulitori. Rudo rifiuta. |                |                |
| 3  | La Terra 「下界」 - Gekai | 27 luglio 2025 | 27 luglio 2025 |
| 3  | Dopo che Enjin porta Rudo in una città vicina nel Baratro per farlo visitare da un medico, il quale è sorpreso che Rudo sia ancora vivo, gli spiega di essere una persona con la capacità di dare vita agli oggetti e di estrarne il potere. Rudo, che ha anche lui ha risvegliato lo stesso potere di un Ripulitore, viene reclutato da Enjin per unirsi a un'organizzazione chiamata "Ripulitori", che sconfigge le creature nate dalla spazzatura. Mentre Rudo pensa a suo padre, Regto, che una volta gli aveva detto che gli oggetti possono avere un'anima, tuttavia, Enjin rivela di non sapere come il ragazzo possa tornare nel mondo celeste, ma suggerisce che il capo dei Ripulitori potrebbe conoscere un modo. Dopo che se va, un gatto ruba un sacchetto di soldi, che Enjin ha guadagnato vendendo i vestiti del ragazzo. Rudo lo insegue e afferra un bastone che vede per strada e lo usa per incastrarlo, ma un giovane furioso di nome Zanka Nijiku si avvicina a lui. Quello è il suo bastone, e non apprezza che Rudo lo prenda, dato che è un Ripulitore. Rudo ricorda che Regto una volta gli ha insegnato a considerare i sentimenti degli altri se voleva essere ascoltato. Si calma, spiega di non essersi reso conto che il bastone apparteneva a qualcuno e si scusa. Sorprendentemente, Zanka risponde immediatamente facendosi da parte, scusandosi a sua volta e sorridendo; tuttavia, Rudo finisce per mancare di rispetto a Zanka tentando sinceramente di sorridere a sua volta. Mentre Zanka e Rudo litigano sul serio, Zanka si rende conto di cosa Rudo abbia preso come arma uno sturalavandini usato. Zanka, estremamente disgustato, cerca di scappare dall'arma. Ma Rudo, infuriato, che non sa cosa sia uno sturalavandini, continua i suoi attacchi. Finalmente riesce a catturare Zanka, che si lamenta quando viene colpito in pieno. Dopodiché, Enjin carica i due ragazzi, dove una ragazza di nome Riyo spunta dal sedile posteriore dell'auto e inizia a parlare con Rudo. Riyo gli fa i complimenti per il colore insolito dei capelli e inizia a giocarci. Rudo, che raramente si è avvicinato a una ragazza, la fissa a bocca aperta mentre Enjin sorride al posto di guida. |                |                |
| 4  | Il Quartier Generale dei Ripulitori 「掃除屋本部」 - Sōjiya honbu | 3 agosto 2025  | 3 agosto 2025  |
| 4  | Mentre Enjin ferma l'auto al quartier generale dei Ripulitori, Zanka e Riyo salutano Rudo. Semiu, la receptionist che usa il suo oggetto: gli occhiali per vedere l’animo di una persona. Guarda Rudo e sussulta. Dice loro che ha ancora bisogno di addestramento per usare il suo potere. Mentre Enjin e Rudo si dirigono verso l'ufficio del capo, scoprono che il capo è via per lavoro e potrebbe volerci un po' prima che torni, quindi Riyo suggerisce a Rudo di guardarla lavorare mentre aspettano. Una città vicino a una zona inquinata ha richiesto una pulizia dopo aver avvistato piccole bestie immonde vicino alla loro barricata. Il Baratro è composto da zone sicure, spiega Semiu, e zone inquinate, dove vivono le bestie immonde. Quando Rudo fu gettato via, atterrò in una delle zone più inquinate. Le maschere sono obbligatorie in queste aree particolarmente pericolose e tossiche. Rudo arriva sul posto di lavoro con Riyo, insieme ai Supporter Gris, Follo e Tomme che non possono usare oggetti, ma si allenano duramente per aiutare i Rupulitori con le bestie immonde. Improvvisamente, una mandria di bestie immonde emerge dai rovi. Rudo è un po' in preda al panico, ma Riyo non si preoccupa, nemmeno quando iniziano a sfondare la barricata. Riyo dice a Rudo che a terra è importante mantenere sempre la calma se si vuole sopravvivere. Lui prende a cuore questo consiglio proprio mentre un'enorme bestia immonda irrompe attraverso la barricata. Così attiva il suo oggetto, un paio di forbici note come lo Squartatore, e si mette al lavoro. Elimina prima le bestie immonde più piccole, mentre i Supporter le immobilizzano e le spediscono verso di lei. Una bestia si avventa su Follo e Rudo attiva istintivamente un tubo di metallo come oggetto per difenderlo. Non riesce ancora a controllarlo, ma questo dà abbastanza tempo a Riyo per finire la bestia. Dice ai Supporter che, nonostante l'abbia divisa a metà, l'enorme bestia non è morta, e non è sicura del perché. Decide semplicemente di farla a pezzi. Riyo inizia con i tubi sulla sua testa, dove nota una strana macchia luminosa. Infuriata, la bestia scatena un attacco che fa cadere Rudo. Mentre cade, si rende conto di quanto abbia ancora da imparare. Gris gli afferra il polso prima che precipiti nel baratro creato dalla bestia. Riyo trafigge la testa della bestia con lo Squartatore, distruggendola. Raccoglie l'oggetto che si è lasciato dietro, lo stesso che aveva visto brillare: un'oggetto, qualcosa che non avevano mai visto prima su una bestia immonda. Altrove, uno degli uomini che avevano rapito Rudo in precedenza apre gli occhi. Si trova in una stanza buia e sconosciuta, e un uomo è seduto lì vicino. Chiede freddamente dove sia finito il Celeste.                    |                |                |
| 5  | I Vandali 「荒らし屋」 - Arashi-ya | 10 agosto 2025 | 10 agosto 2025 |
| 5  | Al quartier generale degli Ripulitori, è in corso una festa di benvenuto per Rudo, mentre si godono pizza, drink e giochi per celebrare l'arrivo di una nuova recluta. Rudo è depresso dal raid della bestia immonda del giorno prima, ma Gris lo ringrazia per aver salvato Follo e, con sua sorpresa, dice alla nuova recluta che la maggior parte degli Ripulitori non rispetta i Supporter, quindi apprezza il fatto che Rudo non li guardi dall'alto in basso, poi Gris gli chiede cosa abbia sempre desiderato fare. Il ragazzo non ha una risposta. Gris gli suggerisce di concentrarsi su quello per trovare la strada migliore da seguire. Proprio in quel momento, Enjin, Riyo e Zanka si avvicinano al tavolo e propongono di mangiare qualcosa insieme. Rudo si commuove di nuovo guardando i suoi nuovi amici, poi si alza per unirsi a loro. Mentre mangiano, un appassionato graffitaro di nome Gob si mette al lavoro su una delle pareti. Altrove, uno dei rapitori di Rudo giace insanguinato sul pavimento. Chiede al suo aguzzino di lasciarlo in pace ora che ha condiviso tutto ciò che può sul celeste. Invece, il pazzo dagli occhi viola gli toglie la vita. Tornato al quartier generale, Semiu risponde alla hotline delle richieste dei Ripulitori. Raduna una squadra, guidata da Zanka, e fornisce loro il briefing sulla missione: una mercante è stata attaccata da una bestia immonda, dice gli ha rubato il "carico" è un celeste trovato tra i rifiuti, quindi Rudo ha deciso di andare al lavoro. Mentre camminano verso il punto d'incontro, Follo stuzzica Gris dicendogli di pregare un talismano prima di ogni missione. Presto, la strana giovane donna appare e sorprende i Ripulitori. È la mercante che li ha assunti e si offre di guidarli alla tana della bestia immonda; mentre il gruppo la segue, Zanka non riesce a scrollarsi di dosso la sensazione che qualcosa non vada. Li guida nell'edificio indicato dal mercante, quando il terreno improvvisamente cede e i Ripulitori precipitano a un livello inferiore, dove due vandali emergono dall'oscurità e rivendicano Rudo. Gris e Follo mettono in salvo il ragazzo, lasciando Zanka da solo a occuparsi di loro. La donna usa il suo oggetto per evocare una legione di marionette di fango, e il combattimento ha inizio. L'uomo si nasconde tra le marionette di fango e colpisce Zanka ripetutamente dalle sue posizioni nascoste; tuttavia, Zanka ammette di non essere abituato a combattere contro le persone, ma conosce il suo oggetto come le sue tasche. Lo usa per localizzare il vandalo nascosto, poi lo mette KO con un colpo del suo bastone. Elimina la donna senza sforzo, e le marionette si dissolvono. Zanka non sente un altro vandalo avvicinarsi alle sue spalle: l'uomo dagli occhi viola in cerca di Rudo. |                |                |
| 6  | Un solo colpo ben assestato! 「ちゃんとした一撃ィ！！」 - Chanto shita ichigeki!! | 17 agosto 2025 | 17 agosto 2025 |
| 6  | Gris, Follo, Rudo e gli altri membri dello staff dei supporter riescono a raggiungere l'uscita dell'edificio, tuttavia, il vandalo impazzito cerca Rudo, trovandolo, distruggendo la porta d'uscita. Gris chiede dove sia Zanka, ma il vandalo lo ignora, dicendo a Rudo che qualcuno vuole incontrarlo. Il ragazzo ripete la domanda su Zanka, e il vandalo li rassicura dicendogli che è vivo. Soffre molto, ma è vivo. Il vandalo evoca il suo oggetto, lunghi artigli su ciascuna mano, e dice a Rudo di avvicinarsi silenziosamente. Gris si mette davanti a Rudo per proteggerlo. Il ragazzo inizia a dirgli che è inutile, ma il vandalo lo informa che è troppo tardi: Gris è già morto. Affonda i suoi artigli più a fondo nel fianco del Supporter, e il talismano che Gris tiene con sé viene strappato. Il mondo diventa bianco e nero mentre Rudo, sconvolto, cerca di elaborare ciò che sta accadendo. Quando Rudo era piccolo, Regto una volta lo trovò a sbattere la testa contro un muro, sopraffatto dalla rabbia e dal vuoto. Così Regto decise che Rudo aveva bisogno di un punto focale per le sue emozioni e che dovevano trovare qualcosa che gli piacesse. Mentre trascorrevano un po' di tempo all'aperto, fu solo quando Rudo vide un uomo che buttava via la spazzatura che si risvegliò dal suo torpore. Tirò fuori il sacchetto dal cestino e iniziò a singhiozzare, dicendo che gli oggetti erano solo leggermente rotti. Regto capì che il ragazzo ne vedeva il vero valore. Tornato al presente, Rudo attiva il suo potere Anima e trasforma il talismano in un enorme totem fluttuante. Rudo capisce che Gris gli ha fatto ricordare ciò che ha sempre desiderato fare, il che focalizza la sua abilità. Eccitato dalla dimostrazione di potere di Rudo, si presenta come Jabber e vuole "divertirsi" un po' prima di portare Rudo a chiacchierare e di colpirlo con gli artigli che guizzano nell'aria, ma il ragazzo apparentemente li schiva tutti. Il talismano evocato rende inefficaci gli attacchi del vandalo, in quanto non attacca ed è l'incarnazione delle preghiere di Gris, ma la sua difesa è praticamente impenetrabile, così Rudo sferra pugni a Jabber, mentre il vandalo fuori controllo continua a combattere, saltando più veloce di quanto l'occhio possa vedere, e Rudo continua a sferrare un colpo dopo l'altro finché Jabber non cade contro un muro. Ma il combattimento non è ancora finito, poiché usa la neurotossina del suo strumento vitale, Mankira, su se stesso, quindi il talismano non sarà in grado di percepire gli attacchi in arrivo, poiché non ci sarà alcun pensiero cosciente dietro di essi. Infatti, mentre Jabber perde conoscenza, il suo corpo inizia a muoversi da solo.                                                                                 |                |                |

## Accoglienza
Un redattore di Real Sound ha apprezzato il worldbuilding, l'azione e gli elementi dark fantasy della storia, così come il protagonista. Masaki Endo di Tsutaya News ha apprezzato i disegni e il protagonista della serie. Atsushi Ohkubo ha consigliato la lettura della serie.
Al Next Manga Award del 2022, la serie si è classifica al 13° posto nella categoria dei manga cartacei. È stata anche la scelta più popolare tra i votanti inglesi, sebbene la serie non era ancora edita in inglese all'epoca. Il titolo è stato inserito nella classifica dei migliori manga da leggere nel 2023 stilata dall'editore Nippon Shuppan Hanbai a partire dai suggerimenti dei commessi delle librerie giapponesi. È stata nominata per il 47º Premio Kōdansha per i manga nella categoria shōnen nel 2023; è stata nominata anche per la 48ª edizione nella stessa categoria nel 2024.
Un redattore di AnimeClick.it ha recensito il primo volume del manga, trovandolo un titolo shōnen dai toni cupi, che nonostante un senso di già visto, riusciva a rimescolare e proporre le tematiche tipiche del genere in maniera particolare. Dato che Kei Urana è stata assistente di Atsushi Ōkubo durante la realizzazione di Fire Force, i disegni dell'autrice ricordano in parte quelli del suo maestro, anche se con il procedere della storia il talento di Urana si differenzia nella resa delle tavole dinamiche e il tratto molto particolare del design dei personaggi.